# معماری روستای کندوان
معماری بومی روستای کندوان  در شهرستان اسکو معماری صخره‌ای می‌باشد، این روستای هفت هزار ساله به سبب ویژگی معماری صخره‌ای و بافت مخصوص آن در فهرست آثار ملی کشور به ثبت رسیده است.
کندوان یکی از سه روستای صخره‌ای جهان است که این موجب جذابیت بی‌نظیر آن شده‌است. معماری روستای کندوان و جاری بودن زندگی مردم در قالب بافت قدیمی آن یک استثنا در دنیا به حساب می‌آید. چرا که دیگر در کاپادوکیه ترکیه و داکوتا آمریکا (هر دو دارای معماری صخره‌ای هستند) کسی زندگی نمی‌کند.
در حقیقت آنچه به کندوان هویت باستانی و تاریخی داده است، وجود ۱۱۷ خانواده و منزل مسکونی درون توده‌های مخروطی و هرمی شکل صخره‌هاست. می‌توان گفت وجه تسمیه کندوان به خاطر خانه‌های کندویی شکلی است که در دل این صخره‌های مخروطی قرار گرفته‌اند.

## خصوصیات معماری بومی روستایکندوان
شیوه بنای خانه‌های این روستا از نوع معماری صخره‌ای به شکل مخروطی یا کله قندی مربوط به قرن هفتم هجری است و تنها سازه مورد استفاده در خانه‌های این روستا را سنگ‌ها تشکیل می‌دهند. تپه‌های مخروطی و هرمی شکل بیش از ۴۰متر ارتفاع دارند که درون هر مخروط، بین دو تا چهار طبقه خانه ساخته شده‌است. در اصطلاح محلی به این خانه‌ها «گیران» یا «کران» گفته می‌شود. جنس مخروط‌ها از نوع اینمبریت و لاهار است که در اثر مخلوط شدن مواد آتشفشانی سهند با گل و لای حاصله از باران سیل‌آسا به وجود آمده‌اند.
از دهانه آتشفشان سهند و دیگر کوه‌های آتشفشانی طی هزاران سال مواد مذاب بیرون می‌جهیده است. این گدازه‌ها در طی قرون متمادی روی هم انباشته و به تدریج بر روی آن‌ها پوسته‌ای از سنگ توف با مقاومت‌های مختلف ایجاد گردیده است. توده‌ها و گدازه‌های مذاب آتشفشانی به وسیلهٔ باد و باران و برف در طی هزاران سال متعادی شکل گرفته و به فرم کران در آمده است. به تدریج قسمت‌های کمتر سخت کران‌ها ریخته و قسمت‌های سخت‌تر باقی‌مانده و وضعیت کنونی را که بیشتر به معجزه طبیعی شباهت دارد ایجاد نموده است. باد و باران مفرط به خصوص در کران‌های ناحیه ورودی روستا بیشتر مؤثر بوده و صدمه زیادی به آن‌ها وارد آورده‌است در صورتی که در شرق و انتهای روستا به خاطر وجود تپه‌های مرتفع کران‌ها بلندتر و سالم‌تر باقی مانده است.
روستاییان کندوان در داخل این توده‌ها برای خود و خانواده‌شان، خانه مسکونی، آغل، انبار و کارگاه ساخته‌اند. این روستا دارای مسجد، حمام، مدرسه و آسیا می‌باشد. به دلیل شکل مخروطی خاص، اغلب کران‌ها دارای طبقات مختلف، از داخل با یکدیگر ارتباط ندارند. بررسی مربوط به تیپولوژی خانه‌های صخره‌ای کندوان نشان می‌دهد که کران‌ها عموماً دارای دو طبقه بوده و در بعضی موارد سه و حتی چهار طبقه هستند که براساس فرایند پیروی اجباری از طبیعت و فرم ایجاد شده‌اند. ارتباط طبقات بالایی کران‌ها با خارج از طریق پلکان‌های بسیار زیبایی از بدنه خود کران تأمین شده‌است.
طبقه همکف اکثراً اصطبل بوده و طبقات دوم و سوم و چهارم به عنوان سکونت گاه استفاده می‌شده‌است. در بعضی موارد از طبقه چهارم به عنوان انبار نیز استفاده شده‌است. بیشتر آشپزخانه‌ها در خانه‌های کندوان به علت نبودن دودکش و فضای کافی در محوطه داخلی خانه‌ها و برای پرهیز از دود تنور، بیرون کندوها و در دامنه‌های کوه ساخته شده‌اند.
به دلیل قطر و ضخامت زیاد کران‌ها، ایجاد نورگیر در طبقات پایین کار بسیار مشکلی است، بدین مناسبت نورگیرها اغلب در طبقات بالا واقع شده‌اند. از خصوصیات بارز خانه‌های صخره‌ای کندوان این است که هوای داخل آن‌ها در زمستان گرم و تابستان خنک است و این درجه حرارت در هر زمان به عکس درجه حرارتی است که بیرون از خانه‌ها و در دهکده در فصل زمستان یا تابستان جریان دارد.

## نگارخانه

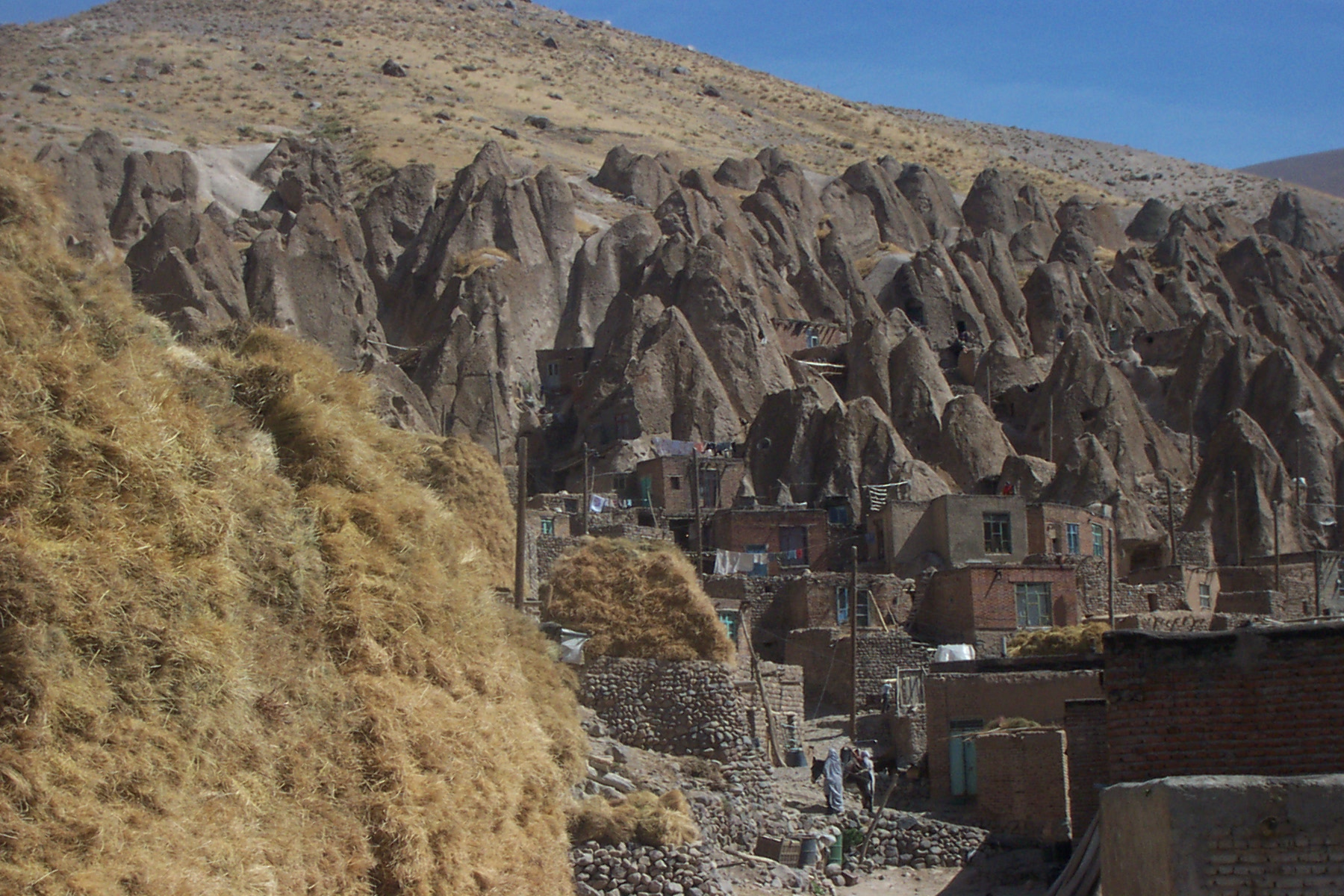
نمایی از کوچه‌های کندوان